# Antigua Orden Egipcia de los Sciots
La Antigua Orden Egipcia de los Sciots (en inglés estadounidense: Ancient Egyptian Order of Sciots) (A.E.O.S.) es una organización fraternal de afiliación masónica establecida en 1910, dedicada a unir a los maestros masones en un vínculo más estrecho de amistad, compañerismo y cooperación.

## Introducción
El lema de la organización es ayudarse unos a otros para conseguir objetivos honestos y difundir la doctrina de impulsarse unos a otros. Además, los Sciots son conocidos por su compromiso de apoyar causas benéficas, incluida la fundación Sciots, que se centra en ayudar a niños con autismo.

## Historia
Los Sciots tienen sus orígenes en 1905, cuando un grupo de maestros masones reunido en San Francisco formó un club social llamado "Boosters", con el objetivo de promover los principios masónicos de la logia. En 1910, el grupo pasó a llamarse "Antigua Orden Egipcia de Sciots". El nombre Sciots proviene de la isla griega de "Scio" o Quíos. Según una leyenda masónica, alrededor del año 1124 a. C. los habitantes democráticos de Scio formaron una asociación fraternal. Cuando los antiguos egipcios conocieron sus valores de democracia y fraternidad, se interesaron por esos principios. El Faraón invitó a los Sciots para que visitaran el Antiguo Egipto. Los rituales y el simbolismo de los Sciots se basan en esta antigua leyenda masónica. La organización tiene como objetivo unir a los maestros masones en la amistad, el compañerismo y la cooperación para "impulsarse mutuamente". Los Sciots tienen 17 capítulos locales en California y en otros estados de los Estados Unidos.

## Organización
Los Sciots están gobernados por la Pirámide Suprema, compuesta por representantes de las Pirámides Subordinadas. Las unidades locales se denominan Pirámides Subordinadas y cada una tiene sus propios funcionarios y actividades. El Jefe Supremo es el Faraón. Los oficiales tienen títulos egipcios como Toparch (presidente), Mobib (vicepresidente), Armeses (orador) y Pastophori (conferencista).

## Rituales y simbolismo
La Antigua Orden Egipcia de Sciots, basa sus prácticas rituales en un evento histórico que supuestamente tuvo lugar en 1124 a. C., aproximadamente seis décadas después del colapso de Troya. Durante este período, los Sciots, bajo el gobierno de los griegos, fueron reconocidos por su firme compromiso con los principios democráticos. Este compromiso culminó con el establecimiento de una entidad cooperativa conocida como la “Liga de Vecinos”. Como miembros de esta liga, los Sciots ejemplificaron la esencia de la fraternidad en sus interacciones. El Faraón de Egipto, profundamente conmovido por su conducta, extendió una invitación a los Sciot para visitar su residencia real, esto marcó el comienzo de una profunda amistad entre los egipcios y los Sciots. Los Sciots se embarcaron en un viaje al palacio donde fueron recibidos con gran hospitalidad y participaron en celebraciones y festines. El ritual de la orden se centra en esta leyenda. Los símbolos de la orden incluyen la pirámide, la esfinge y el Dios del Sol Ra, los miembros de la orden usan apretones de manos, señales y contraseñas secretas. Las insignias y los uniformes de los Sciots se parecen a los de los Shriners.

## Estructura
La Antigua Orden Egipcia de los Sciots está organizada en unidades locales conocidas como "Pirámides", cada una con sus propios funcionarios y actividades. La máxima autoridad es la "Pirámide Suprema", que se reúne anualmente. Los Sciots participan en una amplia gama de actividades, incluidos eventos sociales mensuales y diversas formas de entretenimiento. Los Sciots patrocinan a la Orden Internacional DeMolay. La orden tiene capítulos locales llamados "pirámides" en California, Nueva Jersey e Illinois. 

## Membresía
La membresía en la Antigua Orden Egipcia de los Sciots, está abierta a todos los maestros masones que asisten a una logia azul. Los solicitantes deben solicitar la membresía en la orden y comprometerse a asistir a su logia al menos una vez al mes, si bien el número de miembros ha fluctuado a lo largo de los años, la organización continúa manteniendo su lema de "Impulsarnos los unos a los otros". La orden cuenta con aproximadamente 1800 miembros.

## Actividades benéficas
Los miembros de la Antigua Orden Egipcia de los Sciots, se dedican al trabajo, la caridad y al servicio comunitario. La fundación Sciots se centra en apoyar la investigación y las actividades relacionadas con los niños afectados por el autismo. La Fundación Sciots colabora con instituciones como el Instituto MIND, de la Universidad de California en Davis, para comprender y tratar los trastornos neurológicos. 